# (9788) Yagami
(9788) Yagami est un astéroïde de la ceinture principale.

## Description
(9788) Yagami est un astéroïde de la ceinture principale. Il fut découvert le 11 mars 1995 à Ōizumi par Takao Kobayashi. Il présente une orbite caractérisée par un demi-grand axe de 3,09 UA, une excentricité de 0,14 et une inclinaison de 1,9° par rapport à l'écliptique.

## Compléments